# Центральная и Восточная Европа
Центральная и Восточная Европа, ЦВЕ, англ. Central and Eastern Europe, CEE — название бывших социалистических государств Центральной и Восточной Европы, не входящих в Содружество Независимых Государств (СНГ).
В литературе встречается название — Восточно-Центральная Европа (ВЦЕ).

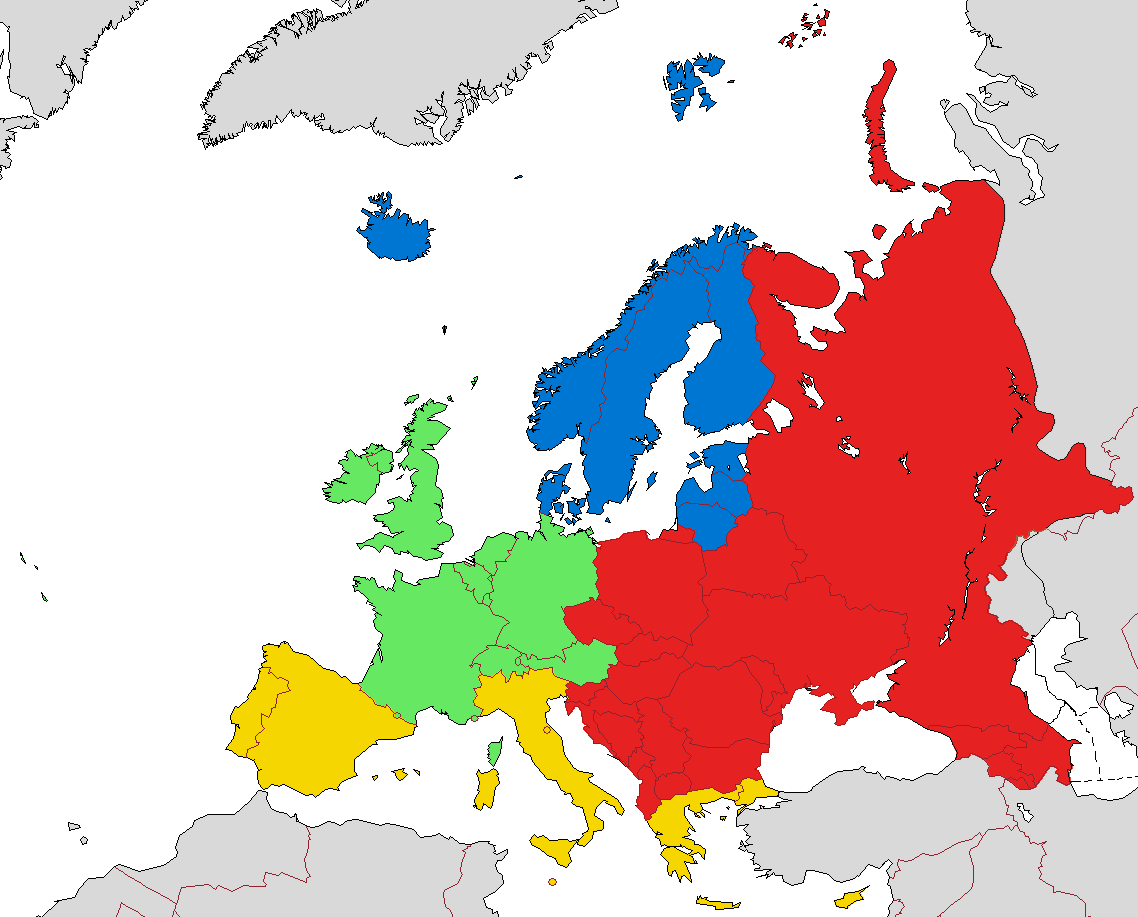
Европейские субрегионы, согласно EuroVoc:
Центральная и Восточная Европа
Северная Европа
Южная Европа
Западная Европа

## Состав ЦВЕ (ВЦЕ)
Термин, используемый для характеристики группы государств, ранее тесно связанных в рамках экономической (СЭВ), политической (ОВД) интеграции до падения «железного занавеса».
К государствам и странам Центральной и Восточной Европы относят государства, расположенные восточнее Германии (Объединённой Германии) и южнее Балтийского моря до границ с Грецией:
- Польша (ПНР)
- Чехия (ЧССР)
- Словакия (ЧССР)
- Венгрия (ВНР)
- Румыния (СРР)
- Словения (СРС)
- Хорватия (СРХ)
- Босния и Герцеговина (СРБиГ)
- Сербия (СРС)
- Черногория (СРЧ)
- Албания (НСРА)
- Северная Македония (СРМ)
- Болгария (НРБ)

Современные же исследователи включают бывшие союзные республики Союза ССР, Латвию (ранее Латвийская ССР), Литву (ранее Литовская ССР) и Эстонию (ранее Эстонская ССР), в государства и страны ЦВЕ на основании вхождения в Европейский союз.
Другие бывшие социалистические страны, входившие в Советский Союз и расположенные на территории Восточной Европы: Беларусь (ранее Белорусская ССР), Украина (ранее Украинская ССР), Молдавия (ранее Молдавская ССР), Россия (ранее РСФСР), в большинстве случаев не входят в страны Центральной и Восточной Европы. Туда же, как правило, не относят и страны Закавказья, которые географически расположены на пересечении Восточной Европы и Западной Азии: Азербайджан (ранее Азербайджанская ССР), Армения (ранее Армянская ССР), Грузия (ранее Грузинская ССР). Данные государства, за исключением Украины (не ратифицировавшей членство в СНГ и до 2018 года участвовавшей в его работе в качестве наблюдателя), Грузии, а также непризнанной Приднестровской Молдавской Республики, контролирующей часть официальной территории Молдавии, входят в Содружество Независимых Государств.